# Torres (Rio Grande do Sul)
Torres és una ciutat del Brasil, situada a l'estat Rio Grande do Sul. Està situat a 162 km de Porto Alegre i a 208 km de Florianópolis.
Limita amb els municipis de Dom Pedro de Alcântara i Arroio do Sal al sud, amb l'estat de Santa Catarina al nord, a l'oest amb Mampituba i a l'est amb l'oceà Atlàntic. La ciutat té una població al voltant de 40 mil habitants, amb una densitat de més de 258 hab/km².
S'arriba a ella a través de les carretera BR-101 i la ruta turística RS-389 (més coneguda com Estrada do Mar), en la qual no poden circular camions ni òmnibus.

## Història
Entre els anys 1600 i 1640, s'estimen que vivien, al sud de país, prop de cinc-cents mil indis, que a poc a poc van anar desapareixent per causa de malalties, esclavitud i les constants batalles.
El municipi de Torres deu el seu nom a l'existència de tres grans turons que es troben a la riba de la mar:
- Torre Nord - Morro do Farol (Turó del Far)
- Torre - Morro das Furnas
- Torre Sul - Al costat de la platja de la Guarita

Torres és una de les ciutats més antigues de l'Estat. Era utilitzat pels indis carijós de Santa Catarina i arachanes de Rio Gran do Sul, que en el seu comerç de canvis usaven una picada, vorejant els banyats de l'interior de les Torres, des de la Platja Gran fins a la de Itapeva.
El primer portuguès avançat en arribar a Torres va ser Pedro Lopes de Souza, per l'any 1531, que desembarcament al Boipetiba, actual riu Mampituba, que registre als indígenes de el lloc. La regió de Torres era inicialment habitada per indígenes carijós que vivien de la caça, la pesca, com també, l'agricultura. L'any 1500, aquests trills, oberts enmig dels matolls van començar a ser usats també pels paulistes, compradors d'indis que se'ls portaven a Sant Pau com a esclaus.
Torres va assumir una important funció de controlar el pas, en la qual va ser instal·lat un lloc fiscal que després es va transformar en la Guarita Militar de Itapeva i Torres (entre 1774 i 1776).
Al 1809, Don Diego de Souza, 1.er Capità-Mor de la Capitania de RS, va manar a reforçar la Guarnició de Torres i va autoritzar la construcció de Sant Diumenge de les Torres, a més d'un presidi militar. Els treballs van ser realitzats per presoners.
Segons l'escriptor Ruy Ruben Ruschel, l'actual localització es deu al sergent Manoel Ferreira Porto, Comandant de la Guarnició, que al 1815 va obtenir l'autorització del bisbe Do João Caetano Coutinho per construir la primera capella en el lloc. Els colons volien que es la construeixi al Morro dona Itapeva, però ell va decidir construir-la al costat de l'Lloc de Guàrdia, actual Morro do Farol.
Al 1826, 383 immigrants alemanys van arribar a Torres, enviats pel Vescomte de Sant Leopoldo, per tal de crear nous nuclis colonials.
Per l'any 1830, famílies d'origen italià, vingudes de Caxias do Sul, es van establir en l'actual districte de Morro Blau (Turó Blau). Per a aquest llavors ja eren 1200 els habitants que poblaven Torres.

## Clima
Torres es troba a 5 metres sobre el nivell del mar. El clima és temperat i càlid. La precipitació és significativa, amb precipitacions fins i tot durant el mes més sec. La temperatura mitjana a Torres és 19.7 ° C. Hi ha al voltant de precipitacions de 1789 mm.

## Cultura
- Religió: Com a tots llocs, hi ha diferents religions, però la catòlica és la predominant.
- Gastronomia: La gastronomia local està marcada pels plats de fruits de la mar.

## Turisme ecològic
Les passejades en vaixell, que visiten la Ilha dos Llops (Illes dels Llops) i el riu Mampítuba, fins trills marcats entre arbres, el turisme ecològic proporciona un agradable contacte amb les belleses de la naturalesa de Torres.

## Globus aerostàtics
Els globus areostàtics són un esport en creixement a tot el món. A Europa, Amèrica del Nord i Àsia hi ha milers d'aficionats a aquest esport, amb diverses competicions d'importància. A Brasil, tot i el primer vol en globus a aire calent va ocórrer al 1979, recentment en els últims anys l'esport va començar a créixer.
Hi ha quatre clubs de globus a Sant Pau, un a Rio de Janeiro i un altre a Belo Horizonte. A Rio Grande do Sul, va existir un club de globus entre 1989 i 1991, però va ser tancat per falta de suport i patrocini.
A partir del 1989 va passar a realitzar-se a Torres al Festival de Balonismo (Festival de Globus), que el 1995, en la seva setena edició, va obtenir el títol de «Capital Brasilera dels Globus».
L'any 1995, els globus van donar un xou a la Platja Gran amb un Night Glow (Show Nocturn). Vuit globus, tots il·luminats, van sobrevolar la platja dues nits seguides, emocionant a el públic d'aproximadament 20.000 persones.